# Gosho Motoharu

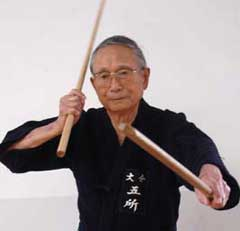
Shihan Gosho Motoharu

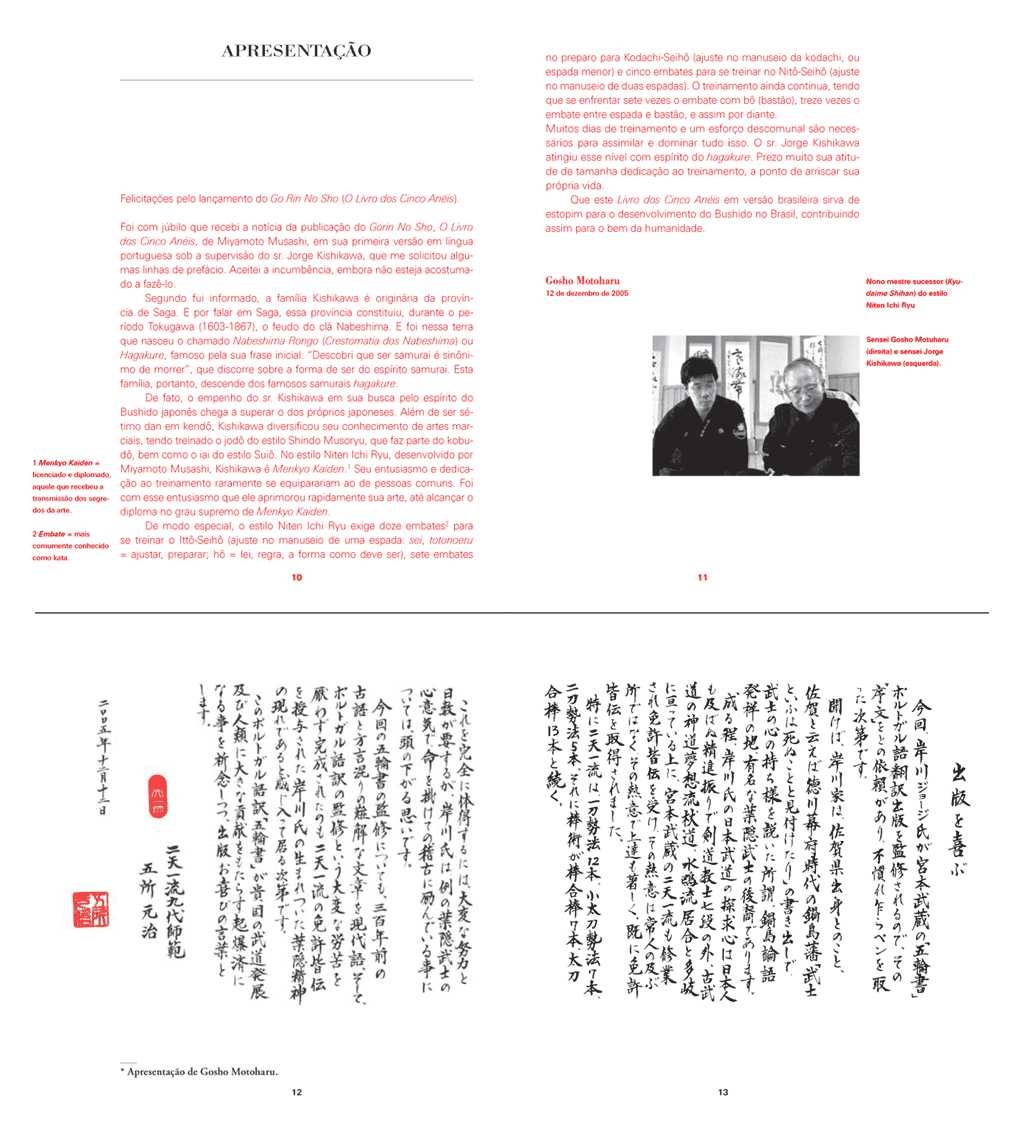
Presentación de Shihan Gosho Motoharu en la edición brasileña del Libro de Los Cinco Anillos de Miyamoto Musashi

El Shihan (maestro) Gosho Motoharu es una de las figuras más importantes en el mundo del kobudō (o koryu budo), las artes marciales creadas por los samuráis.
Es Shihan del estilo Hyoho Niten Ichi ryu de Kenjutsu, creado por el famoso samurái Miyamoto Musashi, así como Shihan del estilo Sekiguchi Ryu de Iaijutsu. Además de poseer el Menkyo kaiden, la graduación máxima en los estilos mencionados, también es octavo Dan Hanshi de Iaidō (graduación máxima) y séptimo Dan Kyoshi en Kendō.
El Shihan Gosho fue discípulo del octavo Soke (gran maestro) de Niten Ichi Ryu y decimocuarto Soke del Sekiguchi Ryu, Aoki Kikuo. Fue escogido por el maestro para ser el Shihan y asesor adjunto, de este modo garantizando la perpetuación de los estilos, pasados respectivamente para Kiyonaga Tadanao (9° Soke Niten Ichi Ryu) y Yonehara Kameo (15° Soke del Sekiguchi Ryu).
En 1976, cuando falleció el Soke Kiyonaga Tadanao, el Shihan Gosho continuó como principal maestro del estilo. A pedido de la familia del Soke Kiyonaga, entrenó uno de los alumnos del estilo, llamado Imai Masayuke, para que quedara como el 10.º Soke.
Años después, al final de la década de 1980, bajo orientación del 10.º Soke Imai, pero, no más con la supervisión del Shihan Gosho Motoharu, los katás sufren profundas modificaciones en relación con los originales.
Actualmente los Katás originales del estilo, antes de las modificaciones nombradas, son enseñadas exclusivamente por el Shihan Gosho Motoharu a través del Gosho Ha Hyoho Niten Ichi Ryu, su linaje del estilo, hoy seguida por la gran mayoría de sus miembros (maestros y alumnos) del estilo. El Gosho Ha Hyoho Niten Ichi Ryu está presente en Japón, Brasil, Argentina, Chile y Estados Unidos.

## Gosho Motoharu sensei
- 1919 Nace en Oita-ken, Usa-shi.
- 1929 inicia el aprendizaje en budo
- 1961 recibe el título de Shihan y sucesor adjunto en los estilos Niten Ichi Ryu y Sekiguchi Ryu por el octavo soke, Aoki Kikuo.
- 1966 recibe el título de séptimo dan kyoshi en Kendo.
- 1981 representa el estilo Niten Ichi Ryu para el acervo oficial permanente de la Nihon Budokan.
- 1983 representa el estilo Niten Ichi Ryu en París, exhibida por la emisora NHK en red nacional. En esta ocasión impartió clases de Niten Ichi Ryu para la policía francesa (por la Nihon Budokan).
- 1986 representa el estilo Niten Ichi Ryu en Pekín y Shanghái (ídem).
- 1988 representa el estilo Niten Ichi Ryu en Australia en conmemoración a los 200 años (ídem).
- 1989 recibe el título de octavo dan hanshi en iaido.
- 2004 se funda el Gosho-ha Niten Ichi Ryu, a pedido de otros maestros del estilo que le solicitaron al Shihan Gosho Motoharu que retomara la forma original de los katás del estilo.
- 2006 escribe la presentación del Libro de Los Cinco Anillos de Miyamoto Musashi, en su primera edición en portugués, traducida directamente del japonés arcaico y con revisión técnica de un maestro del estilo, el Sensei Jorge Kishikawa, discípulo del Shihan Gosho Motoharu.
- 2012 muere el 27 de octubre en Ōita, Japón, a la edad de 93 años.

Durante sus últimos años se dedicó a la enseñanza original del Hyoho Niten Ichi Ryu a, entre otros, Kiyoshi Yoshimoti (su sucesor), Maestro Ishii Toyozumi, Maestro Shigematsu Isao y al Maestro Jorge Kishikawa.